# Coelites binghami
Coelites binghami är en fjärilsart som beskrevs av Moore 1890/92. Coelites binghami ingår i släktet Coelites och familjen praktfjärilar. Inga underarter finns listade i Catalogue of Life.